# Synodontis multipunctatus
Espèce
Statut de conservation UICN

 LC  : Préoccupation mineure
Le Coucou du Tanganyika ou Synodontis tacheté (Synodontis multipunctatus) est un poisson-chat endémique du lac Tanganyika du genre Synodontis appartenant à la famille des Mochokidés.
C'est une espèce souvent maintenue en aquariophilie.